# سمرژیتسه
سمرژیتسه (به چکی: Smržice) یک منطقهٔ مسکونی در جمهوری چک است که در ناحیه پروستییوو واقع شده‌است. سمرژیتسه ۱۲٫۵۵ کیلومتر مربع مساحت و ۱٬۵۸۳ نفر جمعیت دارد و ۲۲۴ متر بالاتر از سطح دریا واقع شده‌است.